# Gioan Baotixita Nguyễn Thần Đồng

Ba linh mục Phêrô Nguyễn Văn Tường, Phêrô Đậu Quang Lĩnh và Gioan Baotixita Nguyễn Thần Đồng trước phiên tòa đại hình ngày 18 tháng 10 năm 1909. Linh mục Đồng là người đeo gông phía ngoài bên phải, đứng dựa vào tường.

Gioan Baotixita Nguyễn Thần Đồng (1867-1944) là một linh mục Công giáo và nhà cách mạng Việt Nam. Ông là một trong những thành viên sáng lập và lãnh đạo Duy Tân giáo đồ hội, một tổ chức cách mạng của các tín đồ Công giáo hoạt động theo tôn chỉ của Hội Duy Tân do Phan Bội Châu lãnh đạo.

## Thân thế
Linh mục Gioan Baotixita Nguyễn Thần Đồng sinh năm 1867 tại làng Nhân Hòa, xã Nghi Thuận, huyện Nghi Lộc, tỉnh Nghệ An, thuộc giáo xứ Nhân Hòa, giáo hạt Nhân Hòa, giáo phận Vinh. Ông là con thứ 4 trong gia đình có 7 anh chị em. Thân phụ là ông Gioan Baotixita Nguyễn Văn Quỳ. Mẹ là bà Anna Nguyễn Thị Quỳ, người làng Xuân Mỹ, cách làng Nhân Hòa chừng 4 cây số.

## Nghiệp đạo - Nghiệp đời
Thuở nhỏ, ông được học cơ bản về Nho học. Năm lên 12 tuổi, ông được vào học tại Tiểu chủng viện Xã Đoài của địa phận Vinh. Năm 1890, ông tốt nghiệp Tiểu chủng viện, làm giúp lễ cho Giám mục Pineau Trị. Năm 1896, ông tiếp tục tu học tại Đại chủng viện. Năm 1903, ông được thụ phong chức linh mục. Sau khi chịu chức, ông có 2 năm phụ giúp công việc địa phận, sau đó được Giám mục Pineau Trị bổ nhiệm làm chánh xứ nhà thờ chính tòa Xã Đoài.
Khoảng cuối năm 1904 đầu năm 1905, ông cùng các linh mục Phêrô Nguyễn Văn Tường (quản lý tài sản giáo phận Vinh), Phêrô Đậu Quang Lĩnh (bí thư Tòa Giám mục Vinh), thầy già Gioan Baotixita Mai Văn Châu, thành lập một tổ chức cách mạng lấy tên là "Duy Tân giáo đồ hội", tập hợp các tín đồ Công giáo yêu nước hoạt động theo tôn chỉ của Hội Duy Tân do Phan Bội Châu lãnh đạo. Hội đã đóng vai trò quan trọng trong việc sửa chữa sai lầm của phong trào Cần Vương về khẩu hiệu "Bình Tây sát Tả" ("Sát Tả" tức là giết những người theo đạo Thiên chúa), vì vậy đã xóa bỏ được các hận thù Lương - Giáo và quy tụ được nhiều giáo dân tham gia phong trào Duy Tân.
Tuy nhiên, những hoạt động mang tính cách mạng của Duy Tân giáo đồ hội nhanh chóng bị chính quyền thực dân Pháp chú ý và ra tay trấn áp. Tháng 6 năm 1909, ông và các linh mục Tường, Lĩnh cùng nhiều giáo dân tham gia Duy Tân giáo đồ hội đã bị chính quyền thực dân Pháp bắt giam. Việc chính quyền thực dân Pháp bắt giam cùng lúc 3 linh mục chủ chốt của giáo phận Vinh làm làm chấn động dư luận thời bấy giờ.
Ngày 21 tháng 10 năm 1909, cả ba linh mục Tòa án thực dân Pháp kết án 9 năm tù khổ sai biệt xứ và bị đày ra Côn Đảo. Do việc này mà Giám mục Pineau Trị cũng bị liên lụy, bị triệu hồi về Pháp và bị ép buộc phải từ chức. Linh mục Tường sau đó qua đời tại Côn Đảo năm 1917.
Về sau, nhờ sự can thiệp của giám mục giáo phận Sài Gòn, ông cùng linh mục Lĩnh được giảm án và được ra tù năm 1918 nhưng vẫn phải chịu án biệt xứ, không được cư trú tại Trung Kỳ và Bắc Kỳ. Bấy giờ, linh mục Gioan Baotixita Nguyễn Bá Tòng, thư ký Tòa giám mục Sài Gòn, đã bố trí cho ông làm phụ giúp nhà thờ xứ Tân Định, một giáo xứ lớn. Ông làm mục vụ tại giáo phận Sài Gòn suốt 32 năm trước khi về hưu.
Cuối năm 1943, ông về quê hưu dưỡng tại quê nhà Nhân Hòa. Không lâu sau, ông lâm bệnh và qua đời ngày 21 tháng 1 năm 1944. Hiện nay, phần mộ của ông được đặt ở bên phải mặt tiền nhà thờ giáo xứ Nhân Hòa. Trên mộ có bia khắc vắn tắt sự nghiệp và công đức của ông đối với đức tin và Tổ Quốc.

## Nhận xét
Linh mục Marie Urbain Anselme Delignon Cao, Tổng đại diện Giáo phận Saigon, năm 1909 được Giám mục Lucien-Emile Mossard Mão, Giám mục Saigon, cử ra thăm ba vị linh mục ở Côn Đảo và khi trở về đã báo cáo về ông như sau:
"... người thứ hai là linh mục Đồng, 43 tuổi, người bé nhỏ và mặc dầu ít cởi mở, nhưng vẫn sẵn sàng trò chuyện và tỏ ra là người có óc phán đoán tốt".